# Caravan (gruppo musicale)
I Caravan sono un gruppo musicale britannico rock, formatosi nel 1968 a Canterbury, nel Kent. Il loro stile musicale combina il jazz rock ed il rock psichedelico con la musica sinfonica.
Insieme ai Soft Machine, depositari di uno stile maggiormente basato sulla fusion e sulla sperimentazione, rappresentano i due filoni principali della corrente musicale nota come scena di Canterbury. La band, capostipite del filone melodico di questo movimento, ha influenzato diverse band progressive degli anni settanta, come i Camel.

## Storia del gruppo

### Premesse
Nel 1963 il quindicenne Richard Sinclair si unisce ai due fratelli Brian e Hugh Hopper per formare i Wilde Flowers, i progenitori del sound di Canterbury. Negli anni successivi ruotano all'interno della band diversi musicisti di spicco, tra i quali Robert Wyatt, Kevin Ayers, Dave Sinclair, cugino di Richard, Pye Hastings e Richard Coughlan. Il gruppo registra diverse canzoni e si esibisce anche dal vivo. Nel 1966 Wyatt, Ayers e Hugh Hopper si uniscono al chitarrista australiano Daevid Allen ed al pianista/organista Mike Ratledge per formare i Soft Machine.
I Wilde Flowers continueranno la loro attività fino al 1969, non riuscendo a pubblicare alcun album, solo in seguito la Voiceprint Records farà uscire il CD The Wilde Flowers nel 1994 e le quattro compilation di autori vari, tra cui gli stessi Caravan, Canterburied Sounds - Volume 1, Canterburied Sounds - Volume 2, Canterburied Sounds - Volume 3 e Canterburied Sounds - Volume 4

### La fondazione

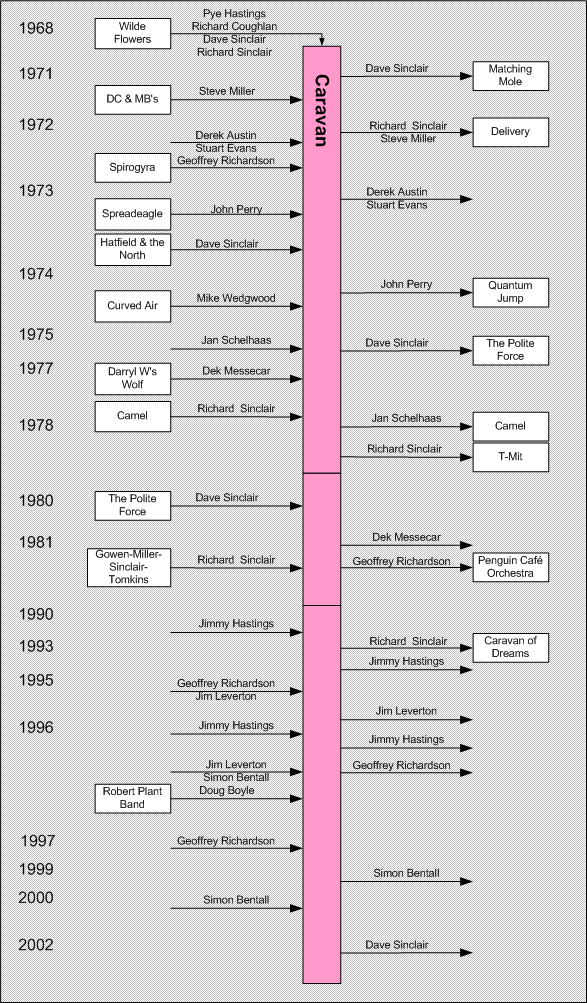
Successione cronologica dei musicisti nelle formazioni

Quando ormai l'avventura dei "Wilde" volge al termine, quattro dei suoi membri nel 1968 lasciano il gruppo e formano i Caravan. Si tratta di Richard Sinclair, basso e voce, Pye Hastings, chitarra e voce, Dave Sinclair alle tastiere e Richard Coughlan alla batteria. In quasi tutti i lavori dei Caravan contribuirà come ospite Jimmy Hastings, sassofonista e flautista fratello di Pye, senza mai diventare membro ufficiale della band. Malgrado la separazione, il legame tra Caravan e Soft Machine resta saldo. I Soft Machine ottengono i primi successi e diventano un modello da seguire per i Caravan, i due gruppi fanno delle tournée assieme e condividono il locale in cui provare e la strumentazione musicale.
Forti dell'esperienza acquisita in precedenza riescono, nello stesso anno, a pubblicare con l'americana Verve Records l'album di esordio Caravan,, un'opera abbastanza grezza ma godibile che risente delle atmosfere beat e psichedeliche; si alternano momenti sperimentali ad altri segnatamente romantici, una caratteristica propria della band. Solo l'ultimo brano, Where but for Caravan Would I, mostra elementi di quello che sarebbe stato lo stile del gruppo nelle opere successive. L'LP esce assieme al primo singolo, Place of My Own, che quell'anno il famoso DJ britannico John Peel mette frequentemente in onda nella sua trasmissione Top Gear.  Al Festival di Amougies dell'ottobre 1969, Frank Zappa, ingaggiato dagli organizzatori come presentatore, suona sul palco con i Caravan.

### La maturità artistica
Nel settembre del 1970 esce per la Decca, dopo che la precedente etichetta Verve aveva chiuso la divisione pop-rock, If I Could Do It All Over Again, I'd Do It All Over You, il loro secondo lavoro, che li consacra musicisti di alto livello. L'album rivela anche quanto diverso sia il loro percorso da quello dei Soft Machine, la cui musica si basava soprattutto sul jazz e sull'improvvisazione. Le fiabe vocali di Richard e Pye, la cui dolcezza è stemperata dal surrealismo dei testi, si incrociano con gli assoli delle tastiere e dei fiati (di Jimmy Hastings nuovamente ospite) per conferire all'album un sound spensierato, equilibrato e brillante. L'indulgere nella sperimentazione e nel jazz è contenuto – al contrario di quanto avviene nei lavori dei Soft – ma efficace.
Il grande successo di pubblico e di critica arriva nel 1971 con In the Land of Grey and Pink, uno dei più grandi classici del rock progressivo da molti considerato il loro capolavoro. In quest'opera, il jazz rock fa da accompagnamento a un viaggio onirico-musicale sviluppato da testi con elementi fantasy e favolistici. La prima facciata è composta da una serie di brani melodici e delicati con testi spesso grotteschi, come nel caso del pezzo di apertura, la classica Golf Girl. Il sound di questi brani, che sono tutti firmati da Richard Sinclair a parte uno di Pye Hastings, si rifà al precedente lavoro, le cui atmosfere incantate si impreziosiscono ulteriormente e raggiungono il loro apice.
L'opera prende vigore nella seconda facciata con la suite "Nine Feet Underground", lunga 22 minuti e composta interamente da un Dave Sinclair in forma smagliante. Il brano, dominato dalle tastiere a tratti sognanti e a tratti jazzistiche puntualmente assecondate dagli altri strumenti, gode dei contrappunti dei fiati di Jimmy Hastings e sfocia in un travolgente finale che unisce elementi di jazz, di psichedelia e di hard rock.
Nel 1972 il tastierista Dave Sinclair, bisognoso di nuove esperienze, esce dal gruppo per raggiungere Robert Wyatt e la sua nuova band, i Matching Mole. Viene sostituito da Steve Miller, un pianista puro che non regge il confronto con Sinclair come suonatore d'organo, strumento su cui la musica dei Caravan si basava molto. Con l'uscita di Dave, Pye Hastings prende in mano le redini del gruppo ed il sound si farà contaminare da esigenze commerciali, con grande disappunto dei fans. Dave Sinclair sarebbe in seguito tornato nella band, ma i livelli artistici espressi nel secondo e nel terzo album non sarebbero mai più stati raggiunti.
Sempre nel 1972 esce il quarto lavoro, Waterloo Lily, che viene eseguito in maniera impeccabile ed avvicina il sound dei Caravan al jazz, pur non tralasciando le consuete fantasie melodiche. Le favole raccontate dal gruppo perdono spessore e lasciano spazio ai cambiamenti di ritmo, molto più frequenti che nei precedenti album, anche per il contributo di due nuovi elementi, il sassofonista Lol Coxhill e il chitarrista Phil Miller, fratello di Steve. Ne esce un prodotto artisticamente valido che snatura però l'essenza della band; il solo brano che richiama le atmosfere dei lavori precedenti è The Love in Your Eye, con un pregevole arrangiamento di archi impreziosito dai consueti interventi dei fiati di Jimmy Hastings.

### Il declino
Dopo l'uscita di Waterloo Lily, Richard Sinclair e i fratelli Miller lasciano il gruppo per entrare nella line-up del disco di esordio degli Hatfield and the North. Segue un periodo di sbandamento da cui i Caravan si ricompattano con il ritorno di Dave Sinclair e l'inserimento di nuovi musicisti tra cui il violista Geoffrey Richardson, aggregato nel tentativo di cambiare l'aria stagnante. Con la nuova formazione esce nel 1973 For Girls Who Grow Plump in the Night, un prodotto abbastanza commerciale ma dignitoso che riceve favorevoli accoglienze dalla critica, malgrado la musica ormai non abbia molto a che fare con quella dei migliori lavori.
A queste prime cinque opere seguono altri lavori in cui l'influenza della musica classica appare sempre più netta. Nel corso degli anni i Caravan hanno realizzato molti album, sia dal vivo che in studio, e spesso si sono sciolti per poi riformarsi, Pye Hastings e Coughlan erano stati presenti in tutte le varie formazioni che si erano succedute. Dal 2005 Coughlan ha avuto problemi fisici e la band aveva interrotto l'attività.  Nel dicembre del 2010 i Caravan sono tornati ad esibirsi in una session ai Metropolis Studios per la stazione televisiva ITV, con Marc Walker al posto di Coughlan, che sarebbe deceduto nel 2013. Da questa session è stato registrato un DVD nel 2011. Nello stesso anno la band ha ripreso le esibizioni dal vivo. Nel 2018 i Caravan hanno organizzato un tour per celebrare i 50 anni dalla fondazione.

## Stile musicale
Esponente di punta della cosiddetta “scena di Canterbury”, nonostante il mancato raggiungimento di quel successo che arrise ad altre formazioni dello stesso filone, il gruppo dei Caravan è considerato un elemento portante del rock progressivo che si sviluppò in Inghilterra nei tardi anni sessanta; per i suoi moduli innovativi la formazione era popolare nell’ambiente underground della psichedelia ancor prima di aver realizzato alcun prodotto discografico. Caratterizzato dall’organo Hammond di Sinclair, il disco di esordio presentava robustezza di passaggi melodici con una mescolanza di jazz e rock psichedelico, ma è col successivo album, diffuso in particolare nell’ambiente degli studenti universitari, che nacque l’alchimia delle sonorità progressive in cui si ritrovavano rock sinfonico, jazz e tratti della tradizione musicale inglese; il terzo, In the Land of Grey and Pink, vide l’amalgama dei precedenti stili con elementi di hard rock e di folk, in un quadro che si richiama a ingredienti dell’ambiente fantastico di Tolkien.

## Discografia

### Album in studio
- 1968 - Caravan
- 1970 - If I Could Do It All Over Again, I'd Do It All Over You
- 1971 - In the Land of Grey and Pink
- 1972 - Waterloo Lily
- 1973 - For Girls Who Grow Plump in the Night
- 1975 - Cunning Stunts
- 1976 - Blind Dog at St. Dunstans
- 1977 - Better by Far
- 1980 - The Album
- 1982 - Back to Front
- 1994 - Cool Water
- 1995 - The Battle of Hastings
- 2003 - The Unauthorized Breakfast Item
- 2013 - Paradise Filter
- 2021 - It's None of Your Business

### Album dal vivo
- 1974 - Caravan and the New Symphonia
- 1998 - Live in Holland: Back on the Tracks
- 2000 - Songs for Oblivion Fishermen
- 2001 - Live: Canterbury Comes to London
- 2002 - Surprise Supplies
- 2003 - Green Bottles for Marjorie
- 2007 - The Show of Our Lives – Caravan at the BBC 1968–1975

### Raccolte
- 1977 - Canterbury Tales
- 1981 - Show of Our Lives
- 1994 - The Best of Caravan
- 1998 - Travelling Man
- 2010 - The World is Yours
- 2013 - The Back Catalogue Songs
- 2014 - Place Of My Own

## Formazione

### Attuale
- Pye Hastings - voce, chitarra (1968-1978;1980-1985;1990-1992;1995-2006;2011-presente)
- Jan Schelhaas - tastiera (1975-1978; 2002-2006;2011-presente)
- Lee Pomeroy - basso (2022-presente)
- Geoffrey Richardson - flauto, violino (1972-1978;1980-1981;1995-2006;2011-presente)
- Mark Walker - batteria (2011-presente)

### Ex componenti
- Richard Coughlan - batteria (1968-1978;1980-1985;1990-1992;1995-2006;2011-2013; morto nel 2013)
- Richard Sinclair - basso (1968-1972;1980-1985;1990-1992)
- Dave Sinclair - tastiera (1968-1975; 1980-1985;1990-1992;1995-2002)
- John Perry - basso (1973-1974)
- Mike Wedgwood - basso (1974-1976)
- Dek Messecar - basso (1976-1978;1980-1981)
- Doug Boyle - chitarra (1996-2007)
- Jimmy Hastings - flauto (1968-1972; 1995-1997)
- Jim Leverton - basso (1995-2006:2011-2022)